# Гарсия, Хавьер (легкоатлет)
Хавьер Гарсия Чико (исп. Javier García Chico; род. 22 июля 1966, Барселона) — испанский легкоатлет, специалист по прыжкам с шестом. Выступал на профессиональном уровне в 1985—2004 годах, обладатель бронзовой медали Олимпийских игр в Барселоне, бронзовый призёр Всемирной Универсиады, серебряный и бронзовый призёр иберо-американских чемпионатов, чемпион Испании.

## Биография
Хавьер Гарсия родился 22 июля 1966 года в Барселоне, Испания.
Впервые заявил о себе в лёгкой атлетике на международном уровне в сезоне 1985 года, когда вошёл в состав испанской сборной и выступил на юниорском европейском первенстве в Котбусе, где в зачёте прыжков с шестом стал шестым.
В 1986 году в той же дисциплине закрыл десятку сильнейших на чемпионате Европы в помещении в Мадриде, соревновался на чемпионате Европы в Штутгарте, выиграл серебряную медаль на иберо-американском чемпионате в Гаване.
В 1987 году занял 16-е место на чемпионате Европы в помещении в Льевене, 11-е место на чемпионате мира в помещении в Индианаполисе.
На иберо-американском чемпионате 1988 года в Мехико вновь завоевал серебряную награду. Благодаря череде успешных выступлений удостоился права защищать честь страны на летних Олимпийских играх в Сеуле — начал выступление с высоты 5,10 метра, но провалил все три свои попытки, не показав никакого результата.
В 1989 году был десятым на чемпионате Европы в помещении в Гааге, восьмым на чемпионате мира в помещении в Будапеште, третьим на Всемирной Универсиаде в Дуйсбурге, четвёртым на домашнем Кубке мира в Барселоне.
В 1990 году стал шестым на чемпионате Европы в помещении в Глазго, пятым на чемпионате Европы в Сплите.
В 1991 году показал седьмой результат на чемпионате мира в помещении в Севилье, выступил на чемпионате мира в Токио.
В марте 1992 года закрыл десятку сильнейших на чемпионате Европы в помещении в Генуе, тогда как на международном турнире в Гренобле установил свой личный рекорд в прыжках с шестом — 5,77 метра. На домашних Олимпийских играх в Барселоне в финале взял высоту в 5,75 метра и завоевал бронзовую олимпийскую награду, уступив только представителям Объединённой команды Максиму Тарасову и Игорю Транденкову.
В 1993 году был десятым на чемпионате мира в помещении в Торонто, третьим на Кубке Европы в Риме, выступил на чемпионате мира в Штутгарте.
В 1994 году занял пятое место на Играх доброй воли в Санкт-Петербурге, участвовал в чемпионате Европы в Хельсинки.
В 1995 году стал седьмым на домашнем чемпионате мира в помещении в Барселоне, третьим на Кубке Европы в Лилле, в то время как на чемпионате мира в Гётеборге в финал не вышел.
Принимал участие в Олимпийских играх 1996 года в Атланте — в ходе предварительного квалификационного этапа взял высоту в 5,40 метра, чего оказалось недостаточно для выхода в финал.
В 1997 году показал восьмой результат на чемпионате мира в помещении в Париже, провалил все попытки на чемпионате мира в Афинах.
В 1998 году стал пятым на чемпионате Европы в помещении в Валенсии, вторым на Кубке Европы в Санкт-Петербурге, выиграл бронзовую медаль на иберо-американском чемпионате в Лиссабоне.
Прыгал с шестом на чемпионате мира 1999 года в Севилье, в финал не вышел.
Участвовал в Олимпийских играх 2000 года в Сиднее, здесь с результатом 5,55 так же выйти в финал не смог.
Впоследствии ещё неоднократно выступал на различных клубных и коммерческих турнирах. Завершил спортивную карьеру по окончании сезона 2004 года.
Награждён серебряной медалью ордена «За спортивные заслуги» (1994).